# John William Aldred
John William Aldred (ur. 5 lutego 1899 w Londynie, zm. w listopadzie 1988) – brytyjski as myśliwski okresu I wojny światowej. Odniósł osiem zwycięstw powietrznych.

## Życiorys
John William Aldred służył w Royal Lancashire Regiment  w 1916 został skierowany do Royal Flying Corps. Po przejściu szkolenia przydzielono go jako obserwatora do No. 5 Squadron RAF. W jednostce służył do 3 kwietnia 1917 roku. Pierwsze podwójne zwycięstwo powietrzne odniósł 16 lutego 1917 roku. Razem z pilotem H. G. Smithem zestrzelili dwa niemieckie samoloty Albatros D.II w okolicach Hébuterne. Po przejściu szkolenia z pilotażu Aldred został przydzielony do No. 70 Squadron RAF. W jednostce służył od 21 października 1917 do 3 kwietnia 1918 roku. W okresie tym odniósł trzy zwycięstwa powietrzne. 3 kwietnia 1918 roku został przeniesiony na stanowisko dowódcy eskadry w No. 3 Squadron RAF. W maju odniósł kolejne trzy zwycięstwa. Został dwukrotnie odznaczony Military Cross.